# Boreham Circuit
Der Boreham Circuit ist eine ehemalige Motorsport-Rennstrecke in Boreham, in der britischen Grafschaft Essex.

## Geschichte
Der Boreham Circuit wurde auf dem Gelände eines ehemaligen RAF-Flugplatzes erbaut und Ende 1949 vom West Essex Car Club eröffnet. Bis 1952 wurde die Rennstrecke für verschiedene Rennveranstaltungen genutzt, kam jedoch nie in den Kalender der damaligen Grand-Prix-Rennen. Trotz hoher Besucherzahlen (teilweise über 50'000) musste die Anlage 1952 aufgrund finanzieller Probleme schließen und wurde fortan nur als Teststrecke für die Ford Motor Company verwendet. Unter anderem wurden auf der Strecke in den Folgejahren neue, für die Formel 1 vorgesehene, Motoren getestet.
Die Anlage wurde 1997 stillgelegt und abgerissen.

## Die Strecke
Die Rennstrecke war 4,76 km lang und umfasste 5 Kurven. Sie galt zur Zeit ihres Bestehens als eine der schnellsten des Landes. Zu den bekanntesten Rennfahrern, welche dort zugegen waren, zählen Mike Hawthorn, Stirling Moss und Peter Collins.

## Veranstaltungen
Zu den bekanntesten Veranstaltungen, welche auf der Rennstrecke stattfanden, gehören verschiedene Formel-2-Rennen, welche jedoch nicht in der offiziellen Meisterschaft gewertet wurden.